# Foe (novela)
Foe es una novela de 1986 escrita por el premio Nobel J. M. Coetzee, entretejida alrededor de la trama existente de la novela Robinson Crusoe.
Está escrita desde la perspectiva de Susan Barton, una náufraga que desembarca en la misma isla habitada por Crusoe y Viernes en el momento en el que se producían las aventuras de ambos. Al igual que Robinson Crusoe, es una historia marco, desarrollada como narrativa de Barton mientras esta intentaba en Inglaterra convencer al escritor Daniel Foe para ayudar a transformar su historia en ficción popular. Centrada principalmente en temas de lenguaje y poder, cuando se publicó la novela fue objeto de críticas en Sudáfrica, donde se consideró inapropiada para la situación política del país. Coetzee analizó la composición de Robinson Crusoe en 2003 en su discurso de aceptación del Premio Nobel.

## Argumento

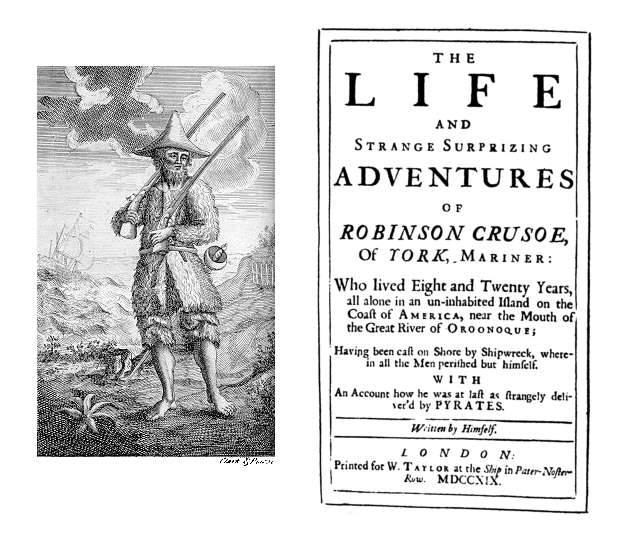
Portada de la primera edición de Robinson Crusoe, novela de Daniel Defoe en la que está inspirada Foe

Una mujer llamada Susan Barton lleva a cabo una búsqueda para encontrar a su hija secuestrada, que sabe que ha sido llevada al Nuevo Mundo. Es dejada a la deriva durante un motín en el barco en el que se dirigía rumbo a Lisboa. Cuando llega a tierra, encuentra a Viernes y Crusoe, que se ha vuelto complaciente, contento de olvidar su pasado y vivir su vida en la isla en compañía de Viernes, el cual carece de lengua por causa de lo que Crusoe afirma haber sido acto de los antiguos dueños de esclavos. Barton llega a la isla cerca del final de su convivencia, sólo un año antes de que el trío sea rescatado; aunque Crusoe nostálgico no sobrevive al viaje a Inglaterra. Ya allí y en compañía de Viernes, Barton intenta plasmar en papel sus aventuras en la isla, pero siente que sus esfuerzos carecen de atractivo popular. Por eso trata de convencer al novelista Daniel Defoe para que la ayude con su manuscrito, pero él no está de acuerdo sobre cuál de sus aventuras es interesante. Defoe preferiría integrar su historia en la isla como un simple episodio de una narración más formulada, de una madre que busca a su hija perdida; y cuando este finalmente escribe la historia que ella desea, fabula sobre las aventuras de Crusoe en lugar de relatar sus hechos. Frustrando aún más los esfuerzos de Barton, Defoe, quien se convierte en su amante, está preocupado por sus deudas y tiene poco tiempo o energía para escribir sobre cualquier cosa. La historia de Barton da un giro con el regreso de alguien que dice ser su hija desaparecida.

## Temas
Los analistas del libro se han centrado principalmente en temas de poder y uso del lenguaje, particularmente en lo que se refiere a las personas marginadas. En 1994, Patrick McGrath de The New York Times afirmó que uno de los temas centrales de Coetzee en toda su obra es el «vínculo del lenguaje y el poder, la idea de que aquellos sin voz dejan de significar, figurativa y literalmente», McGrath señaló a Foe como la «expresión más explícita» de ese tema. Barton anhela contar su propia historia, pero carece del lenguaje para hacerlo de una manera que el público la acepte, y el transmisor que elige para ayudarla a darle las palabras necesarias para comunicarse persiste en borrar su historia, minimizando lo que ella percibe como importante y suplantando los hechos que recuerda como aventurada ficción. Cuando Defoe se hace cargo de su historia, dijo McGrath, Barton «pierde su voz en la historia y, por lo tanto, su identidad».
Además de tratar de preservarse a sí misma y a su historia, Barton intenta dar voz al aún más silenciado gráficamente Viernes. Denis Donoghue, de la Universidad de Nueva York, afirmó que «la parábola política [de la novela] surge de la falta de lengua de Viernes», ya que uno de los temas centrales de la novela es el imperativo de dar voz a los oprimidos. Barton ve a Viernes atrapado al borde del nacimiento por su mutismo, aunque ella cree que su deseo de liberación es explícito, aunque tácito. Defoe se pregunta si aquellos que son mudos «están secretamente agradecidos» por la oportunidad de proyectar sus pensamientos sobre Viernes, cree que Viernes podría superar su mutismo aprendiendo a escribir. Si bien el libro describe la lucha por controlar el texto, Donoghue concluye que el narrador indefinido del final del libro (que Sam Durrant en «JM Coetzee, Elizabeth Costello y los Limites de la Imaginación Compasiva» señaló que sólo podría haber sido escrito después de la muerte de Barton y Defoe) es «la voz de la imaginación poética, su compasión se expande más allá de todos los sistemas para llegar a los vencidos, a los silenciados...». Viernes tiene una oportunidad final para contar su historia, pero sólo puede comunicarse a través de la liberación de burbujas de su cadáver empapado, una comunicación que ni el narrador ni el lector pueden interpretar.
David Attwell en «JM Coetzee: Sudáfrica y la política de la escritura» vio esta incapacidad para comunicarse, de un personaje negro silenciado, como central en el libro, indicando que «el silencio forzado de Viernes representa lo que un discurso metropolitano monocultural no puede escuchar». El escritor sudafricano Rian Malan también sintió que la brecha racial era clave y describió a Foe como «el libro más profundo jamás escrito sobre las relaciones raciales en una sociedad donde los blancos a menudo estaban separados de los negros por un abismo de incomprensión lingüística y cultural». Cuando Malan entrevistó a Coetzee para la revista Time, interrogó al escritor sobre este tema, quien solo respondió: «No quisiera negarte tu interpretación». La profesora Manju Jaidka de la Universidad de Panjab, Chandigarh, señaló que Barton, como mujer en un texto muy masculino, en sí misma representa «la minoría, los marginados o los otros silenciados». Jane Poyner en «JM Coetzee and the Idea of the Public Intellectual» destacó la tensión inherente en el papel de Barton, ya que simultáneamente lucha contra los esfuerzos de Defoe por apropiarse y tergiversar su historia y, sin querer, ella misma «coloniza la historia de Viernes» mientras interpreta su silencio.

## Recepción de la crítica
Foe recibió críticas en Sudáfrica tras su publicación. Según Michael Marais en «Death and the Space of the Response of the Other in JM Coetzee's The Master of Petersburg», Foe se encontró con «acritud, incluso consternación» en el momento de su publicación, como uno de los «autores más destacados» de Sudáfrica, pareció desviar su atención de los convincentes acontecimientos en Sudáfrica a «escribir sobre la escritura de un novelista algo pedestre del siglo XVIII». Al detallar ese comentario, Marais cita a Michael Chapman en «Writing of Politics» como típico con su comentario desdeñoso: «En nuestro conocimiento del sufrimiento humano en nuestra propia puerta de miles de detenidos a quienes se les niega el recurso al estado de derecho, Foe no habla tanto a África, para proporcionarla una especie de liberación; sino a este país (Sudáfrica), sobre los sueños europeizantes de una camarilla intelectual»  Attwell, sin embargo, señaló en 2003 que la novela está contextualizada en África por la transformación de Viernes de un Caribe que parecía casi Europeo en un Africano.
En Estados Unidos, la recepción tuvo menos carga política. La novela recibió críticas positiva en The New York Times, donde Michiko Kakutani elogió la escritura como «lúcida y precisa; el paisaje representado, mítico pero específico», y concluyó que «la novela, que sigue estando un tanto solipsísticamente preocupada por la literatura y sus consecuencias, carece de la ferocidad y la resonancia moral de Esperando a los bárbaros y de Vida y época de Michael K, y sin embargo se erige, no obstante, como un testimonio finamente pulido de la inteligencia, la imaginación y la habilidad de su autor». Andrew O'Hehir de Salon describió la novela como «un poco seca». En su reseña para Time, Stefan Kanfer cuestiona el impacto de lo que él describe como un «recuento dolorosamente simbólico», sugiriendo que los lectores pueden sentirse más autocomplacientes por descubrir los temas «brillantemente disfrazados» del autor que movidos por «urgencias que ni son frescas ni iluminadoras». 

## Discurso de aceptación del Nobel
Cuando Coetzee recibió el Premio Nobel de Literatura en 2003, retomó el tema de la composición como autodefinición en su discurso de aceptación, titulado «Él y su hombre». Coetzee, que había dado conferencias antes sobre su personaje, narró una situación en la que un anciano Crusoe que vive tranquilamente en Bristol se convierte en la musa ambivalente de Defoe. Según The Guardian, este acto de composición «da vida a Defoe, y no al revés».  Aunque Crusoe es el narrador de la pieza, Coetzee indicó que no sabía si Crusoe o Defoe lo representaban en la conferencia. Por el contrario, se identificó claramente con Barton en Foe: «el autor sin éxito, peor aún, la autora».